# 오세윤 (성우)
오세윤은 대한민국의 성우이다. 1992년 KBS에 입사했으며, 현재는 KBS 23기이다. 한국방송 성우극회 소속.